# Isoperla rivulorum
Isoperla rivulorum är en bäcksländeart som först beskrevs av Pictet, F.J. 1841.  Isoperla rivulorum ingår i släktet Isoperla och familjen rovbäcksländor. Inga underarter finns listade i Catalogue of Life.